# لارنس (کانزاس)
لارِنس (به انگلیسی: Lawrence) شهری در ایالت کانزاس کشور ایالات متحده آمریکا است که جمعیت آن در سرشماری سال ۲۰۱۰ میلادی، ۸۷٬۶۴۳ نفر بوده‌است.